# フベルト・フルカチュ
- フベルト・フルカッチ
- ホベルト・ホルカシュ

フベルト・フルカチュ（ポーランド語: Hubert Hurkacz（ポーランド語発音: [ˈxubɛrt ˈxurkatʂ], 英語発音: /ˈhjubərt ˈhɜrkɑtʃ/）1997年2月11日 - ）は、ポーランド・ヴロツワフ出身の男子プロテニス選手。ATPツアーでシングルス8勝、ダブルス4勝を挙げている。ATPランキング自己最高位はシングルス6位。ダブルス30位。身長196cm、右利き、バックハンド・ストロークは両手打ち。
2021年マイアミ・オープンで優勝し、ポーランド人選手として初のマスターズ1000優勝者となる。2023年上海マスターズ優勝者。
2020年パリ・マスターズのダブルスで優勝者。

## 名前の表記
フルカチュの表記は日本語メディアにおいて言及される際の表記揺れが多く、次のような表記が見られる。
- フベルト・フルカチュ (主に共同通信社、時事通信他日本の新聞で言及される表記で用いる表記)[2][3]
- フベルト・フルカッチ (主にNHKのテニス中継で用いる表記)[4]
- ホベルト・ホルカシュ (主にベースボール・マガジン社発行のテニス情報誌テニスマガジンやWOWOW、Googleで用いる表記)

## 生い立ち
1997年2月11日にポーランドのヴロツワフで母親はポーランドのジュニア大会で優勝をした経験を持ち、伯父はプロテニス選手、祖父は世界レベルのバレーボール選手といったスポーツに精通した家系の元に生まれた。
運動に優れた遺伝子を持ち、フルカシュはなるべくしてプロテニス選手になった。フルカシュ自身も「僕の家系は運動に適した遺伝子を持ち、スポーツに対する意欲と愛情があり、それらの要素が僕をさらに強くした」と述べている。
母親の勧めで一緒に練習をしながら、5歳からテニスを始める。当初は両親がテニスを見ていたが、後にスクールに通うことになる。次第にプロテニス選手にも興味を持ち始めて、テレビでロジャー・フェデラーをよく観ていた。
もしテニスをしていなかったらバスケットボールかモータースポーツをしていた。もしくは学業に励んでいただろうと述べている。

## 選手経歴

### 2015年 プロ転向
ジュニア時代からの活躍からポーランドの有望な若手選手のひとりに選ばれた。2015年の全豪オープンジュニアダブルスでは準優勝を果たして、同年にプロ転向。年間最終ランキングは620位。

### 2018年 トップ100入り

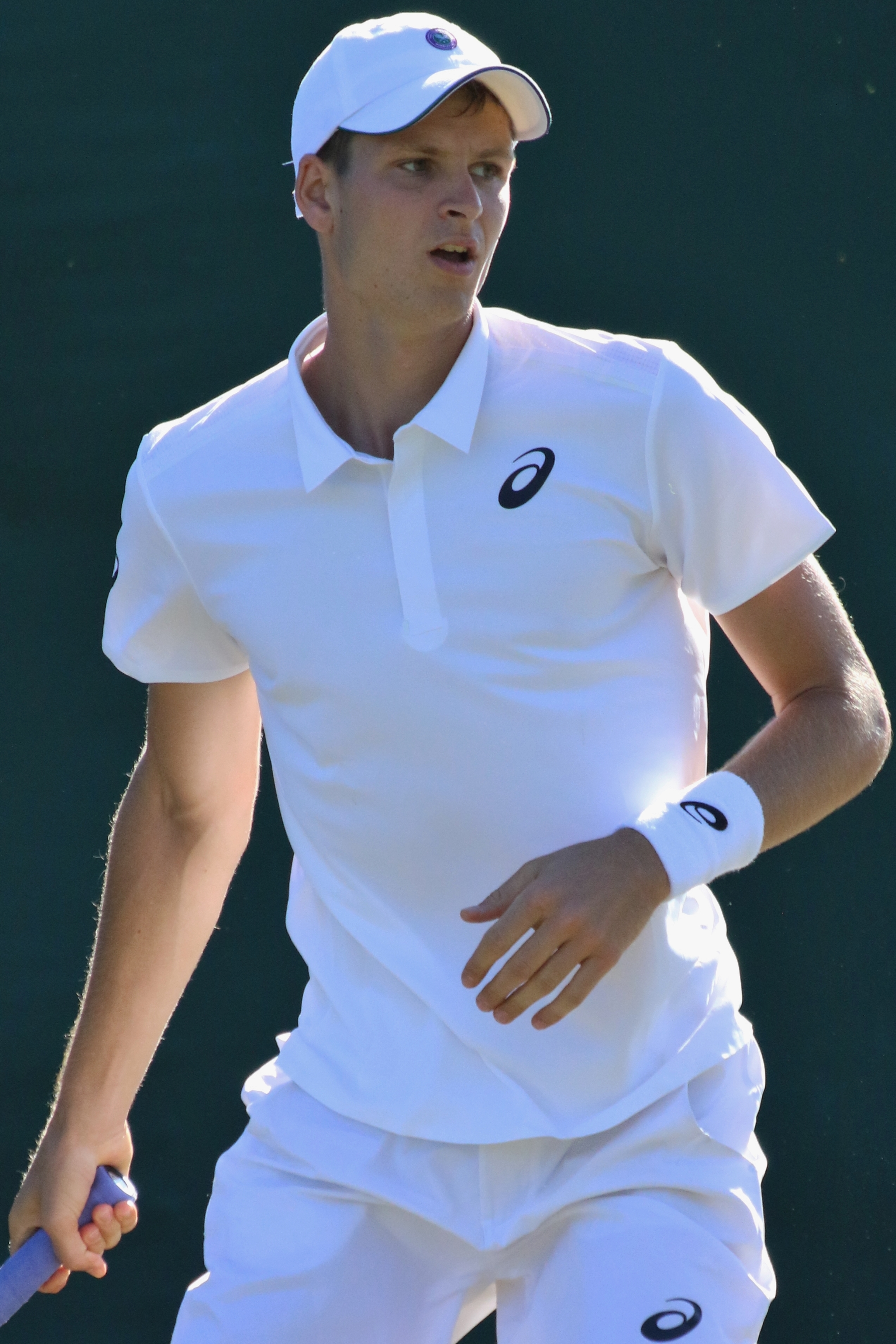
2018年ウィンブルドン選手権でのフベルト・フルカシュ

全仏オープンでツアーデビュー。1回戦でテニーズ・サングレンを破り、ツアーおよびグランドスラム初勝利を挙げた。200位台からスタートした世界ランキングは、年間最終ランキングで86位まで上昇し、Next Gen ATPファイナルズにも出場した。年末にはATPの年間最優秀新人賞にノミネートされた。

### 2019年 ツアー初優勝 トップ50入り
ドバイ・テニス選手権では2回戦で第1シードの錦織圭を破り、初のトップ10勝利を果たす。翌月のBNPパリバ・オープンでは、3回戦で再び錦織と対戦し、第1セットを落とすも逆転で勝利すると、この勢いのまま、4回戦も第24シードのデニス・シャポバロフにも勝利し、初のマスターズベスト8入りを果たした。ベスト4ではロジャー・フェデラーにストレートで敗れた。続くマイアミ・オープンでは、2回戦でIW優勝を果していたドミニク・ティームに勝利した。3回戦でフェリックス・オジェ＝アリアシムに敗れた。8月、ウィンストン・セーラム・オープンでは、第3シードで出場し、シャポバロフらを破り初の決勝進出。決勝でブノワ・ペールを6-3, 3-6, 6-3で下し、ツアー初優勝を飾った。年間最終ランキングは37位。

### 2020年 マスターズダブルス初優勝
ATPカップではポーランド代表として出場。ドミニク・ティエム 、ボルナ・チョリッチ、ディエゴ・シュワルツマンたちに3連勝を挙げる活躍ぶりだったが、チームはラウンドロビン敗退。
全豪オープンでは第31シードとして出場して、1回戦を突破し、全豪初勝利を挙げるも、2回戦ではジョン・ミルマンに4-6, 4-6, 3-6のストレートで敗れた。ウエスタン・アンド・サザン・オープンではジョン・イズナーに初戦敗退。全米オープンでは第24シードとして出場。1回戦のペーター・ゴヨフチクを突破するも、2回戦ではアレハンドロ・ダビドビッチ・フォキナに4-6, 6-1, 2-6, 2-6で敗れた。BNLイタリア国際ではダニエル・エバンス、アンドレイ・ルブレフらを下すも3回戦でディエゴ・シュワルツマンに敗退。
全仏オープンでは第29シードで出場して、1回戦にテニーズ・サングレンに5-7, 6-2, 6-4, 6-7(1), 9-11のフルセットの末に敗れた。パリ・マスターズダブルスではフェリックス・オジェ＝アリアシムと組んで出場すると、2回戦で第1シードのオラシオ・セバジョス/ロベルト・ファラ組、準決勝で第4シードのルカシュ・クボット/マルセロ・メロ組、決勝で第2シードブルーノ・ソアレス/マテ・パビッチ組を倒す快進撃を見せ、マスターズ1000ダブルス初優勝を果たした。年間最終ランキングは34位。

### 2021年 マスターズ初優勝 ウィンブルドンベスト4 ATPファイナルズ初出場 トップ10入り
年始のデルレイビーチ・オープンで決勝進出。決勝ではセバスチャン・コーダを退け、優勝する幸先いいスタートを切り、ツアー2勝目を挙げた。全豪オープンでは第26シードとして出場して、マイケル・イマーに初戦敗退。
3月のマイアミ・オープンでは2回戦で第6シードのデニス・シャポバロフに勝利すると、その後もミロシュ・ラオニッチ、ステファノス・チチパス、アンドレイ・ルブレフらを次々と破り、初のマスターズ1000決勝進出を果たす。決勝では新鋭ヤニック・シナーに7-6(4), 6-4で勝利し、ポーランド人選手初のATPマスターズ1000優勝を成し遂げた。

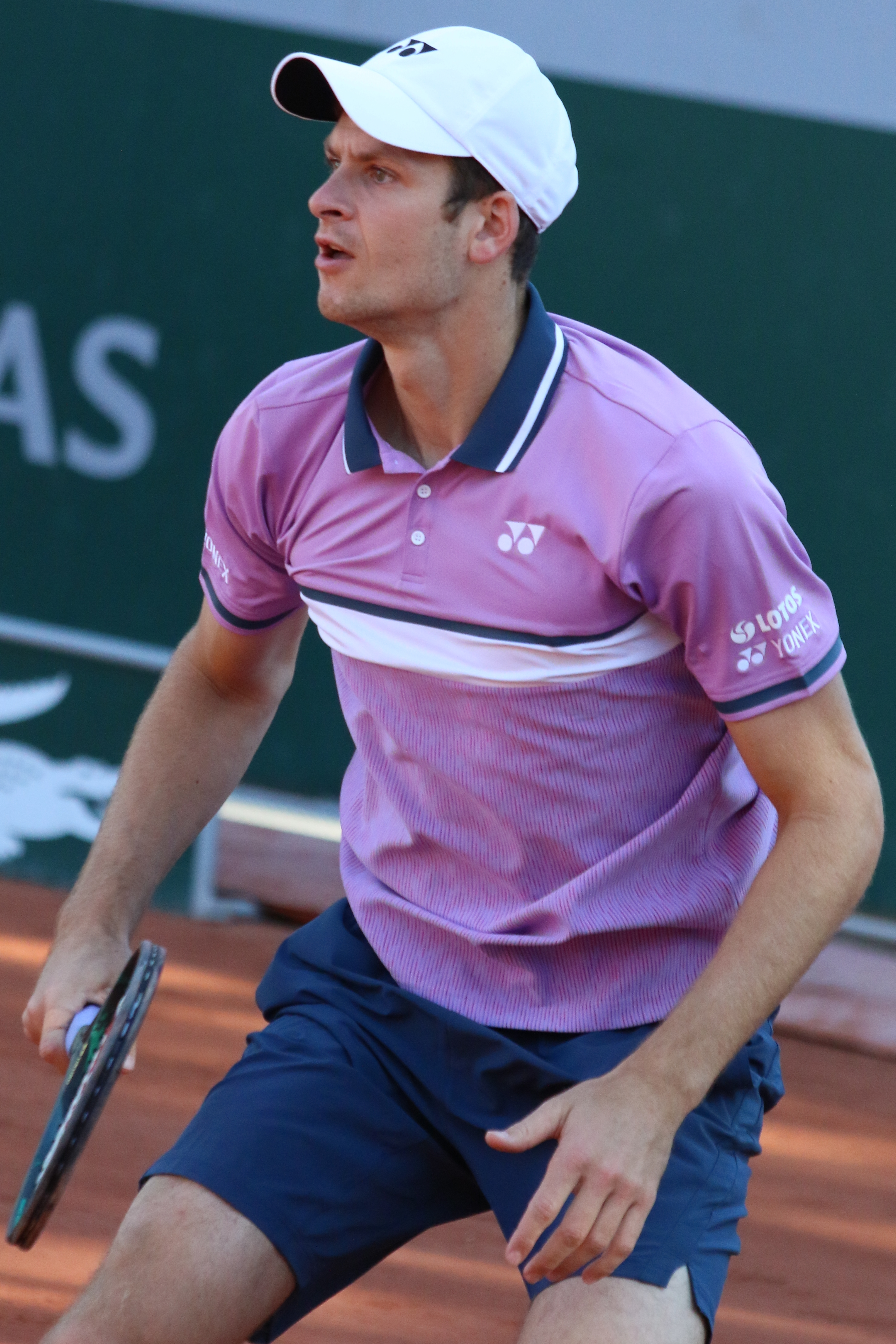
2021年全仏オープンでのフベルト・フルカシュ

ウィンブルドン選手権では4回戦では第2シードのダニール・メドベージェフに2-6, 7-6(2), 3-6, 6-3, 6-3のフルセットの熱戦の末、勝利を掴み、グランドスラム初のベスト8入りを果たした。準々決勝ではウィンブルドンを8度制覇しているロジャー・フェデラーに6-3, 7-6(4), 6-0のストレートで圧倒して、ベスト4入りを遂げた。準決勝ではイタリアのマッテオ・ベレッティーニに3-6, 0-6, 7-6(3), 4-6で敗れたが、ポーランド人男子として、2013年のイェジ・ヤノヴィッツ以来となるベスト4入りを遂げた快挙となり、世界ランキング11位を記録した。
2020東京オリンピックにポーランド代表として出場。シングルスは2回戦敗退。ルカシュ・クボットと組んだダブルスは1回戦敗退に終わった。
ナショナル・バンク・オープンでは準々決勝まで進出し、メドベージェフに敗れた。ウエスタン・アンド・サザン・オープンでは3回戦でパブロ・カレーニョ・ブスタに敗れた。全米オープンでは2回戦でアンドレアス・セッピに敗れた。モゼール・オープンでは単複ともに優勝をして、シングルス4勝目・ダブルス2勝目を挙げた。
BNPパリバ・オープンでは第8シードとして出場し、2019年以来のベスト8入り。準々決勝ではグリゴール・ディミトロフと対戦し、マッチポイントを握ったにもかかわらず6-3, 4-6, 6-7(2)で逆転負けとなった。しかし、大会後に世界ランキング10位になり、初のトップ10入りを果たした。さらにパリ・マスターズでは第7シードとして出場して初のベスト4入り。準決勝ではノバク・ジョコビッチに敗れた。同大会でベスト4入りしたことでATPファイナルズの出場資格を取得した。「レッドグループ」に割り当てされてダニール・メドベージェフ、アレクサンダー・ズベレフと対決して敗退。途中棄権をしたマッテオ・ベレッティーニの代役として出場したヤニック・シナーにも敗退。年間最終ランキングは9位。

### 2022年 マスターズダブルス2勝目 ATP杯ベスト4
年始のATPカップではポーランドのエースとしてチームをベスト4まで導いた。
全豪オープンでは2回戦でアドリアン・マナリノに4-6, 2-6, 3-3のストレートで敗れた。ドバイ・テニス選手権ではベスト4入り。準決勝でアンドレイ・ルブレフに敗退。BNPパリバ・オープンでも4回戦でルブレフに敗退。ディフェンディング・チャンピオンとして迎えたマイアミ・オープンでは準々決勝でダニール・メドベージェフを下して、ベスト4入りをするも、準決勝でカルロス・アルカラスに6-7(5), 6-7(2)で惜敗した。しかし同大会ダブルスではジョン・イズナーと組み、マスターズ1000ダブルスで優勝を果たした。

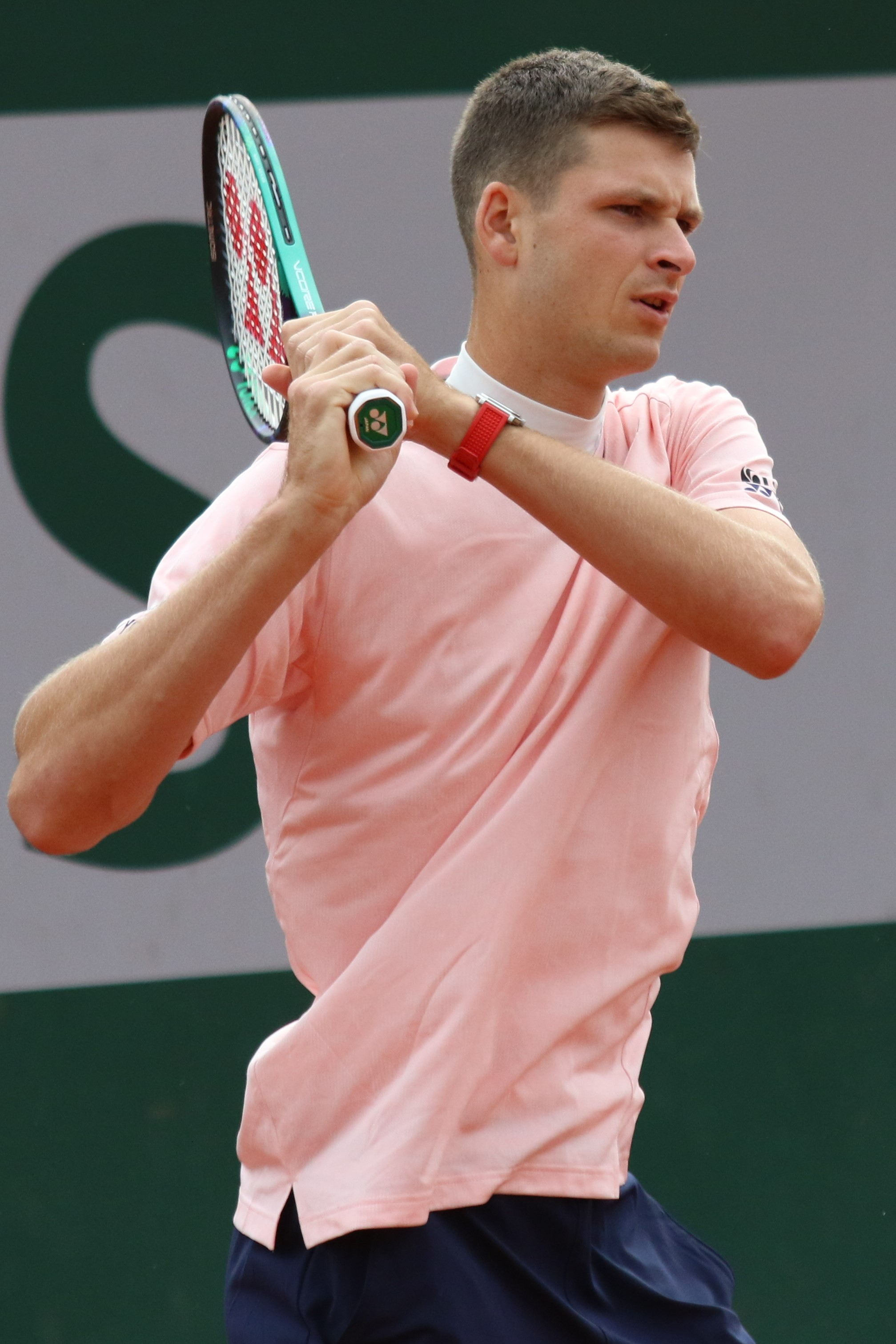
2022年全仏オープンでのフベルト・フルカシュ

クレーシーズンに入り、モンテカルロ・マスターズでは初のベスト8入り。準々決勝でグリゴール・ディミトロフに4-6, 6-3, 6-7(2)で惜敗。続くマドリード・オープンではベスト8入りするも、ノバク・ジョコビッチに3-6, 4-6のストレートで敗れた。ダブルスではイズナーと組み、ベスト4入り。ローマ・マスターズではダビド・ゴファンに6-7(8), 6-7(2)の接戦で初戦敗退。全仏オープンでは3回戦でローマ・マスターズで初戦敗退を喫したゴファンを7-5, 6-2, 6-1のストレートで破り、リベンジを果たし、初の4回戦進出。4回戦ででは第8シードのキャスパー・ルードに6-2, 6-3, 2-6, 6-3で敗退。
芝シーズンになり、シュトゥットガルト・オープンではダブルスでマテ・パビッチと組み、ダブルスツアー4勝目を挙げた。さらにハレ・オープンでは決勝でダニール・メドベージェフを6-1, 6-4のストレートで下して、シングルスツアー5勝目を挙げた。ウィンブルドン選手権ではアレハンドロ・ダビドビッチ・フォキナに6-7(4), 4-6, 7-5, 6-2, 6-7(8)のフルセットの末に初戦敗退。
ナショナル・バンク・オープンでは決勝でパブロ・カレーニョ・ブスタに6-3, 3-6, 3-6で敗れるも、マスターズ準優勝。ウエスタン・アンド・サザン・オープンではジョン・イズナーに6-7(5), 7-6(5), 2-6で初戦敗退。全米オープンでは2回戦でイリヤ・イヴァシュカに4-6, 6-4, 6-7(5), 3-6で敗れた。パリ・マスターズではホルガ・ルーネに5-7, 1-6のストレートで敗れ、2回戦敗退。年間最終ランキングは10位。

### 2023年 マスターズ2勝目 ユナイテッド杯ベスト4
1月、ユナイテッド・カップではポーランド代表として、イガ・シフィオンテクと共にチームはベスト4進出に導いた。全豪オープンでは第10シードとして出場し、2回戦でロレンツォ・ソネゴを3-6, 7-6(3), 2-6, 6-3, 6-3、3回戦で第20シードのデニス・シャポバロフを7-6(3), 6-4, 1-6, 4-6, 6-3で破るも、4回戦で第29シードのセバスチャン・コーダに6-3, 3-6, 2-6, 6-1, 6-7(7)のフルセットの末に敗れ、ベスト8進出を逃した。
2月、ABNアムロ・オープンでは2回戦でグリゴール・ディミトロフに敗れたが、オープン13では決勝でバンジャマン・ボンジを6-3, 7-6(4)のストレートで下して、ツアー6勝目を挙げた。
3月、ドバイ・テニス選手権ではベスト8進出。準々決勝ではノバク・ジョコビッチに3-6, 5-7のストレートで敗れた。BNPパリバ・オープンではトミー・ポール  (テニス選手)に6-4, 2-6, 4-6、マイアミ・オープンではアドリアン・マナリノに6-7(5), 6-7(0)でそれぞれ3回戦敗退。
4月、エストリル・オープンではベルナベ・サパタ・ミラジェスに初戦敗退。モンテカルロ・マスターズでは4回戦でヤニック・シナーに3-6, 7-6(6), 1-6で敗れた。
5月、マドリード・オープンでは3回戦でボルナ・コリッチに6-7(3), 3-6のストレートで敗れた。ローマ・マスターズではジェフリー ジョン・ウルフに3-6, 4-6のストレートで初戦敗退。
6月、全仏オープンでは第13シードとして出場。1回戦ではダビド・ゴファンを6-3, 5-7, 6-4, 2-6, 6-4のフルセットで破り、2回戦でもタロン・フリークスポールを6-3, 5-7, 6-7(13), 7-6(5), 6-4のフルセットで3回戦進出するも、3回戦でファン パブロ・バリーリャス
6-3, 3-6, 6-7(4), 6-4, 2-6のフルセットの末に敗退。
7月、ウィンブルドン選手権では4回戦進出。4回戦では第2シードのジョコビッチに6-7(6), 6-7(6), 7-5, 4-6で敗れた。
8月、ナショナル・バンク・オープンでは3回戦でカルロス・アルカラスに6-3, 6-7(2), 6-7(3)で敗れた。ウエスタン・アンド・サザン・オープンではベスト4進出。準決勝でもアルカラスに敗退。
9月、全米オープンでは2回戦でジャック・ドレイパーに2-6, 4-6, 5-7のストレートで敗退。
レーバーカップでは欧州代表として選抜。シングルスではフランシス・ティアフォーに5-7, 3-6で敗れた。ダブルス第1試合ではガエル・モンフィスと組み、ベン・シェルトン/フェリックス・オジェ＝アリアシム組に5-7, 4-6で敗れ、ダブルス第2試合ではシェルトン/ティアフォー組に敗れ、世界選抜の優勝となった。
10月、上海マスターズでは準々決勝でファービアーン・マロジャーンに4-6, 6-1, 6-3、準決勝でコーダに6-3, 6-4で破り、自身3度目のマスターズ1000決勝進出。決勝ではアンドレイ・ルブレフに6-3, 3-6, 7-6(8)で勝利し、マスターズ2勝目・ツアー7勝目を挙げた。スイス・インドアでは決勝でオジェ＝アリアシムに6-7(3), 6-7(5)で敗れ、準優勝を飾った。
11月、パリ・マスターズではベスト8進出。準々決勝ではディミトロフに1-6, 6-4, 4-6で敗退。2023年ATPファイナルズではステファノス・チチパスの代役として途中から出場となったが、ジョコビッチに敗れ、ラウンドロビン敗退。年間最終ランキングは9位。

### 2024年 全豪ベスト8 ユナイテッド杯準優勝 世界6位
1月、ユナイテッドカップではポーランド代表として女子の世界ランキング1位であるイガ・シフィオンテクと共にチームを準優勝に導いた。全豪オープンでは初のベスト8進出。準々決勝では第3シードのダニール・メドベージェフに6-7(4), 6-2, 3-6, 7-5, 4-6のフルセットの末に敗れたが、大会後には世界ランキング8位を更新した。
2月、オープン13ではベスト4進出。準決勝ではウゴ・アンベールに4-6, 4-6のストレートで敗退。ABNアムロ・オープンでは2回戦でタロン・フリークスポールで敗退。
3月、BNPパリバ・オープンではガエル・モンフィスに0-6, 7-6(5), 2-6で初戦敗退。マイアミ・オープンでは4回戦でグリゴール・ディミトロフに6-3, 3-6, 6-7(3)の逆転負けとなった。
4月、エストリル・オープンでは決勝でペドロ・マルティネスを3-6, 4-6のストレートで下して、ツアー8勝目を挙げ、クレー初タイトルを獲得したことですべてのサーフェスでツアー優勝を果たしたことになった。モンテカルロ・マスターズでは3回戦でキャスパー・ルードに4-6, 2-6のストレートで敗れた。マドリード・オープンでは4回戦でテイラー・フリッツに6-7(2), 4-6のストレートで敗退。
5月、BNLイタリア国際では2回戦でラファエル・ナダルを6-1, 6-3のストレートで破り、そのまま初のベスト8入り。準々決勝ではトミー・ポール (テニス選手)に5-7, 6-3, 3-6で敗れた。
6月、全仏オープンでは第8シードとして出場し、1回戦で望月慎太郎に4-6, 6-3, 3-6, 6-0, 6-3のフルセットで勝利。2回戦ではブランドン・ナカシマを6-7(2), 6-1, 6-3, 7-6(5)、3回戦ではデニス・シャポバロフを6-3, 7-6(0), 4-6, 6-1で下して同大会2度目の4回戦進出。4回戦では第10シードのディミトロフに6-7(5), 4-6, 6-7(3)のストレートで敗退。ハレ・オープンではベスト4進出し、準決勝でアレクサンダー・ズベレフを7-6(2), 6-4で下して決勝進出。決勝ではヤニック・シナーに6-7(8), 6-7(2)で敗れ、準優勝。
7月、ウィンブルドン選手権では第7シードとして出場。1回戦ではラドゥ・アルボットに5-7, 6-4, 6-3, 6-4の逆転で破り、初戦突破。2回戦ではアルトゥール・フィス戦を6-7(2), 4-6, 6-2, 6-6の時点で膝の怪我により棄権した。怪我の影響もあり、2024年パリオリンピックのテニス競技への欠場も余儀なくされた。
8月、ナショナル・バンク・オープンではベスト8進出。準々決勝ではアレクセイ・ポピリンに6-3, 6-7(5), 5-7の逆転で敗退。ウエスタン・アンド・サザン・オープンでもベスト8進出するも、準々決勝でのフランシス・ティアフォー戦を第1セット3-6終了時点で棄権した。全米オープンでは第7シードとして出場。2回戦ではジョーダン・トンプソンに6-7(2), 1-6, 5-7のストレートで敗れた。
9月、木下ジャパン・オープンテニスでは2回戦でジャック・ドレイパーに4-6, 4-6のストレートで敗退。
10月、パリ・マスターズではアレックス・ミケルセンに1-6, 3-6のストレートで初戦敗退。年間最終ランキングは16位。

### 2025年 ユナイテッド杯準優勝
1月、ユナイテッド・カップではポーランド代表として3年連続出場をする。決勝ではアメリカ代表には敗れたものの、2年連続準優勝を果たした。全豪オープンでは第18シードとして出場し、1回戦でタロン・フリークスポールを7-5, 6-4, 6-4のストレートで破り、初戦突破をするも、2回戦ではミオミル・キツマノビッチに4-6, 4-6, 2-6のストレートで敗れた。クレーシーズンでは5月のBNLイタリア国際では4回戦でヤクプ・メンシークを7-6(5), 4-6, 7-6(5)の熱戦を制して初のベスト8進出。準々決勝ではトミー・ポール (テニス選手)に6-7(4), 3-6のストレートで敗れた。同月末のジュネーブ・オープンでは第1シードのテイラー・フリッツを6-3, 7-6 (7-5)のストレートで下すなどして、今季初の決勝進出。決勝ではノバク・ジョコビッチに7-5, 6-7(2), 6-7(2)の逆転で敗れ、準優勝となった。全仏オープンでは第30シードとして出場するも、ジョアン・フォンセカに2-6, 4-6, 2-6のストレートで初戦敗退となった。ウィンブルドン選手権には滑膜炎により欠場すると発表した。

## プレースタイル
フラットドライブのグラウンドストロークが武器のベースライナー。ヴォイチェフ・フィバクから、「攻撃も防御もできる、多才で素晴らしい選手」と評されている。
打つ瞬間に目を閉じる癖があると話している。

## ATPツアー決勝進出結果

### シングルス: 12回 (8勝4敗)
| 大会グレード                    |
| グランドスラム (0–0)            |
| ATPファイナルズ (0–0)           |
| ATPツアー・マスターズ1000 (2–1) |
| ATPツアー500 (1–2)              |
| ATPツアー250 (5–1)              |

| サーフェス別タイトル |
| ハード (6–2)         |
| クレー (1–1)         |
| 芝 (1–1)             |

| 結果   | No. | 決勝日         | 大会                   | サーフェス    | 対戦相手                         | スコア                  |
| ------ | --- | -------------- | ---------------------- | ------------- | -------------------------------- | ----------------------- |
| 優勝   | 1.  | 2019年8月24日  | ウィンストン・セーラム | ハード        | ブノワ・ペール                   | 6-3, 3-6, 6-3           |
| 優勝   | 2.  | 2021年1月13日  | デルレイビーチ         | ハード        | セバスチャン・コルダ             | 6-3, 6-3                |
| 優勝   | 3.  | 2021年4月4日   | マイアミ               | ハード        | ヤニック・シナー                 | 7-6(7-4), 6-4           |
| 優勝   | 4.  | 2021年9月26日  | メス                   | ハード (室内) | パブロ・カレーニョ・ブスタ       | 7-6(7-2), 6-3           |
| 優勝   | 5.  | 2022年6月19日  | ハレ                   | 芝            | ダニール・メドベージェフ         | 6-1, 6-4                |
| 準優勝 | 1.  | 2022年8月14日  | モントリオール         | ハード        | パブロ・カレーニョ・ブスタ       | 6-3, 3-6, 3-6           |
| 優勝   | 6.  | 2023年2月26日  | マルセイユ             | 芝            | バンジャマン・ボンジ             | 6-3, 7-6(7-4)           |
| 優勝   | 7.  | 2023年10月15日 | 上海                   | ハード        | アンドレイ・ルブレフ             | 6-3 , 3-6, 7-6(10-8)    |
| 準優勝 | 2.  | 2023年10月29日 | バーゼル               | ハード (室内) | フェリックス・オジェ＝アリアシム | 6-7(3-7), 6-7(5-7)      |
| 優勝   | 8.  | 2024年4月7日   | エストリル             | クレー        | ペドロ・マルティネス             | 6-3, 6-4                |
| 準優勝 | 3.  | 2024年6月23日  | ハレ                   | 芝            | ヤニック・シナー                 | 6-7(8-10), 6-7(2-7)     |
| 準優勝 | 4.  | 2025年5月24日  | ジュネーヴ             | クレー        | ノバク・ジョコビッチ             | 7-5, 6-7(2-7), 6-7(2-7) |

### ダブルス: 5回 (4勝1敗)
| 大会グレード                    |
| グランドスラム (0–0)            |
| ATPファイナルズ (0–0)           |
| ATPツアー・マスターズ1000 (2–0) |
| ATPツアー500 (0–1)              |
| ATPツアー250 (2–0)              |

| サーフェス別タイトル |
| ハード (3–0)         |
| クレー (0–0)         |
| 芝 (1–1)             |

| 結果   | No. | 決勝日        | 大会               | サーフェス    | パートナー                       | 対戦相手                                  | スコア                     |
| ------ | --- | ------------- | ------------------ | ------------- | -------------------------------- | ----------------------------------------- | -------------------------- |
| 優勝   | 1.  | 2020年11月8日 | パリ               | ハード (室内) | フェリックス・オジェ＝アリアシム | マテ・パビッチ ブルーノ・ソアレス         | 6-7(3-7), 7-6(9-7), [10-2] |
| 準優勝 | 1.  | 2021年6月20日 | ハレ               | 芝            | フェリックス・オジェ＝アリアシム | ケビン・クラビーツ ホリア・テカウ         | 6-7(4-7), 4-6              |
| 優勝   | 2.  | 2021年9月26日 | メス               | ハード (室内) | ヤン・ジェリンスキ               | ウゴ・ニス アーサー・リンダークネッシュ   | 7-5, 6-3                   |
| 優勝   | 3.  | 2022年4月3日  | マイアミ           | ハード        | ジョン・イスナー                 | ウェスリー・クールホフ ニール・スクプスキ | 7-6(7-5), 6-4              |
| 優勝   | 4.  | 2022年6月12日 | シュトゥットガルト | 芝            | マテ・パビッチ                   | ティム・プッツ マイケル・ヴィーナス       | 7-6(7-3), 7-6(7-5)         |

## 成績
略語の説明
| W | F | SF | QF | #R | RR | Q# | LQ | A | Z# | PO | G | S | B | NMS | P | NH |

W=優勝, F=準優勝, SF=ベスト4, QF=ベスト8, #R=#回戦敗退, RR=ラウンドロビン敗退, Q#=予選#回戦敗退, LQ=予選敗退, A=大会不参加, Z#=デビスカップ/BJKカップ地域ゾーン, PO=デビスカップ/BJKカッププレーオフ, G=オリンピック金メダル, S=オリンピック銀メダル, B=オリンピック銅メダル, NMS=マスターズシリーズから降格, P=開催延期, NH=開催なし.

### グランドスラム
| 大会           | 2018 | 2019 | 2020 | 2021 | 2022 | 2023 | 2024 | 2025 | 通算成績 |
| -------------- | ---- | ---- | ---- | ---- | ---- | ---- | ---- | ---- | -------- |
| 全豪オープン   | Q2   | 1R   | 2R   | 1R   | 2R   | 4R   | QF   | 2R   | 10–7     |
| 全仏オープン   | 2R   | 1R   | 1R   | 1R   | 4R   | 3R   | 4R   | 1R   | 9–8      |
| ウィンブルドン | 1R   | 3R   | NH   | SF   | 1R   | 4R   | 2R   | A    | 11–6     |
| 全米オープン   | 2R   | 1R   | 2R   | 2R   | 2R   | 2R   | 2R   |      | 6–7      |

### 大会最高成績
| 大会                     | 成績 | 年         |
| ------------------------ | ---- | ---------- |
| ATPファイナルズ          | RR   | 2021, 2023 |
| インディアンウェルズ     | QF   | 2019, 2021 |
| マイアミ                 | W    | 2021       |
| モンテカルロ             | QF   | 2022       |
| マドリード               | QF   | 2022       |
| ローマ                   | QF   | 2024, 2025 |
| カナダ                   | F    | 2022       |
| シンシナティ             | SF   | 2023       |
| 上海                     | W    | 2023       |
| パリ                     | SF   | 2021       |
| オリンピック             | 2R   | 2021       |
| デビスカップ             | PO   | 2016       |
| ATPカップ                | SF   | 2022       |
| ユナイテッド・カップ     | F    | 2024, 2025 |
| Next Gen ATPファイナルズ | RR   | 2018       |